# Честерланд (Охајо)
Честерланд (енгл. Chesterland) насељено је место без административног статуса у америчкој савезној држави Охајо.

## Демографија
По попису из 2010. године број становника је 2.521, што је 125 (-4,7%) становника мање него 2000. године.
| Група             | 2000.         | 2010.         |
| Белци             | 2.595 (98,1%) | 2.404 (95,4%) |
| Афроамериканци    | 13 (0,5%)     | 22 (0,9%)     |
| Азијати           | 14 (0,5%)     | 10 (0,4%)     |
| Хиспаноамериканци | 18 (0,7%)     | 61 (2,4%)     |
| Укупно            | 2.646         | 2.521         |